# Eustala uncicurva
Eustala uncicurva is een spinnensoort in de taxonomische indeling van de wielwebspinnen (Araneidae).
Het dier behoort tot het geslacht Eustala. De wetenschappelijke naam van de soort werd voor het eerst geldig gepubliceerd in 1936 door Pelegrin Franganillo-Balboa.